# Wybrody
Wybrody (biał. Выбрады, Wybrady; ros. Выброды, Wybrody) – wieś na Białorusi, w obwodzie brzeskim, w rejonie prużańskim, w sielsowiecie Suchopol.
W latach 1921–1939 należała do gminy Suchopol.
Według Powszechnego Spisu Ludności z 1921 roku wieś zamieszkiwało 42 osoby, wszystkie były wyznania prawosławnego i  zadeklarowały białoruską przynależność narodową. We wsi było 6 budynków mieszkalnych.